# Kennedy Igboananike
Chibuike Kennedy Igboananike (26 febbraio 1989) è un calciatore nigeriano, attaccante dell'Eskilstuna FC.

## Carriera
Igboananike ha lasciato la Nigeria nel 2007 per passare agli svedesi del Djurgården, con cui al primo anno di permanenza ha messo a referto due presenze, contro Hammarby ed Örebro.
Dopo un provino fallito per il Brage, Igboananike nella stagione 2008 ha militato in terza serie nel Vasalund, risultando capocannoniere del girone nord con 18 reti segnate. Grazie anche alle sue segnature, la squadra rossonera ha disputato la stagione successiva in Superettan, ovvero la seconda serie svedese, da cui è retrocessa nonostante i 12 gol dell'attaccante nigeriano.
Rientrato al Djurgården nel 2010, ha segnato alla prima giornata, ritagliandosi spazio tanto da risultare il miglior marcatore della sua squadra con 9 reti. Nel 2011 ha segnato complessivamente 6 gol, inclusa la tripletta realizzata in occasione del 4-3 casalingo al Trelleborg. Nel 2012, complice il complicato rapporto con il tecnico Magnus Pehrsson che arrivò a escluderlo dalla prima squadra, ha fatto solo 5 presenze senza mai segnare.
Nel 2013 si è trasferito a parametro zero ai rivali cittadini dell'AIK firmando un contratto triennale. Con i suoi 14 gol all'attivo ha lottato per il titolo di capocannoniere, sfumato per un rigore di Imad Khalili nei minuti di recupero dell'ultima giornata. Nell'arco della stagione 2014 realizza 5 gol in campionato e 1 in Europa League.
Nel dicembre 2014 Igboananike viene acquistato per la stagione seguente dal Chicago Fire, squadra di Major League Soccer che lo tessera nelle vesti di giocatore designato, il cui ingaggio non tiene conto del tetto salariale. Qui nel 2015 ha giocato 31 partite di regular season, di cui 20 da titolare, segnando 7 reti.
Il 29 luglio 2016 è passato ad un'altra squadra della MLS, il D.C. United, in cambio di allocation money (ovvero del denaro utilizzabile per rimanere sotto il tetto salariale) oltre a una scelta del terzo giro del MLS SuperDraft del 2019. Ha debuttato già due giorni dopo, subentrando nell'1-1 casalingo contro i Montréal Impact. In poco meno di tre mesi ha giocato 7 partite, talvolta entrando nei minuti finali, e segnando solo all'ultima apparizione nella sfida persa per 4-2 ad Orlando.
Avendo il D.C. United rifiutato l'opzione di rinnovo al termine della stagione 2016, Igboananike ha potuto cercare un altro club. Il 7 febbraio 2017 la sua acquisizione è stata annunciata da parte dei greci del Veroia, con un accordo valido fino a fine stagione. Con il Veroia, squadra ultima in classifica, Igboananike non giocherà mai vista la sua richiesta di rescissione del contratto a tre settimane dal suo arrivo.
Il 6 marzo 2017 è stato reso noto che il nigeriano avrebbe iniziato una nuova parentesi in Svezia, questa volta all'Örebro. In due stagioni ha collezionato 47 presenze in campionato e realizzato 18 reti.
Nel gennaio 2019 è stato firmato per un anno e mezzo dall'Al-Hazm, squadra che stava cercando di ottenere la salvezza nella Saudi Professional League. Dopo aver collezionato 13 presenze e segnato 4 gol, Igboananike e il club si sono separati nel successivo mese di giugno, a salvezza ottenuta.
Nel corso del mese di gennaio 2020, Igboananike ha firmato nuovamente con una squadra svedese, in questo caso il Sirius, con un contratto biennale. Il tecnico Henrik Rydström, nell'unico anno in cui quest'ultimo ha allenato i neroblu, ha scelto tuttavia di impiegarlo in sole quattro gare dell'Allsvenskan 2020, di cui una da titolare.
Svincolato, nel marzo del 2021 è passato ai finlandesi dell'IFK Mariehamn fino al termine della stagione. Qui ha segnato 2 reti in 17 partite della prima fase, oltre a due partite senza reti all'attivo valide per il girone salvezza.
La sua carriera è poi proseguita nella terza serie svedese, con il passaggio all'IFK Haninge avvenuto nel marzo 2022. A stagione in corso è tuttavia sceso ulteriormente di categoria, con il trasferimento in quarta serie al Syrianska FC. Ha iniziato in quarta serie anche la stagione 2023, in questo caso con la maglia del Rågsveds IF, prima di scendere in quinta serie a campionato in corso con il passaggio all'Eskilstuna FC.

## Statistiche

### Presenze e reti nei club
Statistiche aggiornate al 31 dicembre 2016.
| Stagione            | Club                | Campionato          | Campionato | Campionato | Coppe nazionali | Coppe nazionali | Coppe nazionali | Coppe continentali | Coppe continentali | Coppe continentali | Supercoppe | Supercoppe | Supercoppe | Totale | Totale |
| Stagione            | Club                | Comp                | Pres       | Reti       | Comp            | Pres            | Reti            | Comp               | Pres               | Reti               | Comp       | Pres       | Reti       | Pres   | Reti   |
| ------------------- | ------------------- | ------------------- | ---------- | ---------- | --------------- | --------------- | --------------- | ------------------ | ------------------ | ------------------ | ---------- | ---------- | ---------- | ------ | ------ |
| 2007                | Djurgårdens IF      | A                   | 2          | 0          | -               | -               | -               | -                  | -                  | -                  | -          | -          | -          | 2      | 0      |
| 2008                | Vasalunds IF        | D1                  | 25         | 18         | -               | -               | -               | -                  | -                  | -                  | -          | -          | -          | 25     | 18     |
| 2009                | Vasalunds IF        | S1                  | 26         | 12         | -               | -               | -               | -                  | -                  | -                  | -          | -          | -          | 26     | 12     |
| Totale Vasalunds IF | Totale Vasalunds IF | Totale Vasalunds IF | 51         | 30         |                 |                 |                 |                    |                    |                    |            |            |            | 51     | 30     |
| 2010                | Djurgården          | A                   | 27         | 9          | CS              | 1               | 0               | -                  | -                  | -                  | -          | -          | -          | 28     | 9      |
| 2011                | Djurgården          | A                   | 28         | 6          | CS              | 2               | 1               | -                  | -                  | -                  | -          | -          | -          | 30     | 7      |
| 2012                | Djurgården          | A                   | 5          | 0          | CS              | 3               | 2               | -                  | -                  | -                  | -          | -          | -          | 8      | 2      |
| Totale Djurgården   | Totale Djurgården   | Totale Djurgården   | 62         | 15         |                 | 6               | 3               |                    |                    |                    |            |            |            | 68     | 18     |
| 2013                | AIK                 | A                   | 29         | 14         | CS              | 1               | 0               | -                  | -                  | -                  | -          | -          | -          | 30     | 14     |
| 2014                | AIK                 | A                   | 26         | 5          | CS              | 1               | 0               | UEL                | 3                  | 1                  | -          | -          | -          | 30     | 6      |
| Totale AIK          | Totale AIK          | Totale AIK          | 55         | 19         |                 | 2               | 0               |                    | 3                  | 1                  |            |            |            | 60     | 20     |
| 2015                | Chicago Fire        | MLS                 | 31         | 7          | USOC            | 3               | 2               | -                  | -                  | -                  | -          | -          | -          | 34     | 9      |
| gen.-lug. 2016      | Chicago Fire        | MLS                 | 18         | 4          | USOC            | 3               | 0               | -                  | -                  | -                  | -          | -          | -          | 21     | 4      |
| Totale Chicago Fire | Totale Chicago Fire | Totale Chicago Fire | 49         | 11         |                 | 6               | 2               |                    |                    |                    |            |            |            | 55     | 13     |
| lug.-dic. 2016      | D.C. United         | MLS                 | 7          | 1          | -               | -               | -               | -                  | -                  | -                  | -          | -          | -          | 1      | 0      |
| Totale              | Totale              | Totale              | 224        | 76         |                 | 14              | 5               |                    | 3                  | 1                  |            |            |            | 241    | 82     |